# Hydrellia brunnipleura
Hydrellia brunnipleura är en tvåvingeart som beskrevs av Giordani Soika 1956. Hydrellia brunnipleura ingår i släktet Hydrellia och familjen vattenflugor. Inga underarter finns listade i Catalogue of Life.